# جون بيكر وايت (محامي أمريكي)
جون بيكر وايت (بالإنجليزية: John Baker White)‏ هو محامي أمريكي، ولد في 4 أغسطس 1794، وتوفي في 9 أكتوبر 1862 في ريتشموند في الولايات المتحدة.